# خروج فرانسوی
خروج فرانسوی (به انگلیسی: French Exit) فیلمی محصول سال ۲۰۲۰ و به کارگردانی آزازل جیکوبز است. در این فیلم بازیگرانی همچون میشل فایفر، لوکاس هجز، والری ماهافی، ایموجن پوتس، سوزان کوین، دانیل مک دونالد، ایزاک دو بانکوله، تریسی لتس، سوزان کوین و دنیل دای توماسو ایفای نقش کرده‌اند.